# Технологічний процес
Технологі́чний проце́с — частина виробничого процесу, сукупність технологічних операцій, які виконуються планомірно й послідовно в часі й просторі над однорідними або аналогічними предметами, у результаті яких змінюється агрегатний стан, місце розташування чи властивості предмета праці (напр., гірської породи), що має закінчений за виробничим призначенням характер. Розрізняють основні і допоміжні Т.п. Процес допоміжний — процес, що має самостійний характер і необхідний для успішного виконання основних технологічних процесів та сприяти їх здійсненню.

## Проєктування технологічного процесу
Для здійснення технологічного процесу складається схема або технологічна карта, в якій описуються всі технологічні операції переробки сировини чи напівфабрикатів в готову продукцію. Першим етапом побудови технологічної схеми є технологічна картка, яка являє собою графічне зображення переліку виробничих операцій.
Якісно-кількісна схема — це технологічна блок-схема з нанесеними на ній відомостями про якість і кількість кожного із продуктів, які одержують в даному процесі. В технологічну схему (карту) входить також схема, в якій вказується послідовність розміщення обладнання, що застосовується в технологічному процесі (як основного так і допоміжного, включаючи і транспортне).

## Структура
- виробничий процес
- →технологічний процес
- →→стадії технологічного процесу:
- →→→операція
- →→→робочий хід

У технологічному процесі розрізняють стадії. Підсумкова швидкість процесу залежить від швидкості кожної стадії. В свою чергу стадії розподіляються на операції.

## Класифікація
Технологічні процеси класифікуються за такими ознаками:
- за властивостями сировини, які змінюються в процесі її перероблення (фізичні, механічні та хімічні);
- за способом організації;
- за напрямом рухів теплових і сировинних потоків;
- за агрегатним станом складових сировини;
- за тепловим ефектом;
- за основними рушіями (чинниками), які спричиняють і прискорюють технологічні процеси.

В залежності від умов виробництва і призначення технологічні процеси поділяють: одиничний технологічний процес, уніфікований технологічний процес.

Уніфікований технологічний процес — це технологічний процес, що належить до групи виробів, що характеризується єдністю конструкцій та технологічних ознак. Уніфікований технологічний процес Поділяється на типовий і груповий.
- Типовий технологічний процес — це процес виготовлення групи виробів з подібними конструкторськими та технологічними ознаками. Цей процес характеризується подібністю змісту та послідовності більшості технологічних операцій і переходів.
- Груповий технологічний процес — це технологічний процес виготовлення групи виробів з різними конструктивними, але спільними технологічними ознаками.

Робочий технологічний процес — виконується по робочій технологічній або конструкторській документації.

Тимчасовий технологічний процес — використовується протягом обмеженого періоду.

Стандартний технологічний процес — процес, який виконується за стандартом.

Комплексний технологічний процес — процес в склад якого входять не тільки технологічні операції, а й операції по переміщенні, транспортуванні, контролю та очищені заготовок по ходу технологічного процесу.

## Термічні процеси
Термічні технологічні процеси, їхня сутність та сфери застосування. Поняття про термічні технологічні процеси.
Термічними (лат. «thermae» від грецьк. — теплота) називають технологічні процеси, у ході яких головним рушієм є теплота. Термічні процеси відбуваються за високих або низьких температур. За цією ознакою технологічні процеси поділяють на високотемпературні та низькотемпературні.

### Високотемпературні процеси
Високотемпературними називають такі технологічні процеси, для проходження яких сировину нагрівають.
Для нагрівання сировини використовують різні види палива та енергії. Ці процеси є енергозатратними.
Нагрівання сировини проводять до такої температури, за якої економічно вигідно отримувати продукцію.
Високотемпературні процеси лежать в основі виробництва чавунів, сталей, більшості кольорових металів, різних видів штучного палива, мінеральних добрив, цементу, цегли тощо. Хоч підвищення температури позитивно впливає на хід технологічних процесів, на практиці застосування теплоти для інтенсифікації процесів часто обмежене. Це зумовлено тим, що у багатьох випадках підвищення температури, по-перше, прискорює побічні реакції, внаслідок яких утворюється побічна продукція, погіршується якість основної продукції та зменшується продуктивність обладнання; по-друге, спричиняє виведення реагуючих речовин (складових сировини) із зони реакції, випаровуючи, спікаючи або сплавляючи їх; по-третє, виводить з ладу обладнання, оскільки найважливішими конструкційними матеріалами, з яких виготовляють обладнання, є метали та сплави на їхній основі, які витримують нагрівання лише до 10000С. Кераміка витримує нагрівання до вищих температур.
Пошуки нових конструкційних матеріалів, які витримували б нагрівання до вищих температур, обмежуються енергетичними затратами і віддачею теплоти у довкілля. Чи раціонально це? Очевидно, ні. Тому термічні процеси необхідно проводити лише за економічно вигідних температур, які вибирають з урахуванням мінімального спрацювання обладнання; вартості конструкційних матеріалів; витрат палива чи енергії, тепловтрат тощо. Крім того, термічні процеси мають велику частку ручної праці на допоміжних операціях у гарячих цехах. Їх важко механізувати й автоматизувати.
Необхідно відмітити, що процеси, в яких тепло є допоміжним чинником, до термічних не належать. Наприклад, при каталізному крекінгу нафтопродуктів головним рушієм процесу є каталізатор, хоч сировину нагрівають.

### Низькотемпературні процеси
Низькотемпературними називають такі технологічні процеси, для проходження яких сировину охолоджують. При охолодженні речовин рух атомів і молекул поступово сповільняється і за температури, що становить — 273,15 0С зупиняється. Температури близькі до «абсолютного нуля» (-273,15 0С) називають кріогенними (від грецьк. «кріон» — холод).
При охолодженні речовин до дуже низьких температур змінюються їхні властивості. Наприклад, гума з еластичної стає крихкою і при ударі молотком розлітається на уламки. Низькі температури, які використовують у промисловості умовно поділено на чотири області. Першою є область помірно низьких температур (від +27 0С до — 73 0С). У цьому діапазоні температур зберігають продукти харчування.
За нею йде область глибокого холоду (від — 73 0С до — 203 0С). За цих температур розділяють повітря на складові, зріджують кисень, азот тощо. Далі йде область кріогенних температур (від — 203 0С до — 272,7 0С). У цьому діапазоні температур зріджують гелій та інші гази. Нижче — 272,7 0С лежить область наднизьких температур.
Низькотемпературні процеси використовують у харчовій промисловості, в енергетиці, ракетобудуванні, в медицині, біології. Навіть у медицині впроваджується кріогенна хірургія, при якій проводять операції майже без виділення крові.

### Шляхи удосконалення термічних процесів
Заміна малопродуктивного обладнання на продуктивніше. Наприклад, у сталеварінні замінюють малопродуктивні мартенівські однованні печі на двованні або на кисневі конвертери, розливання сталі у виливниці замінюють на безперервне розливання сталі. Внаслідок упровадження цих заходів збільшується продуктивність обладнання та зменшується собівартість продукції. У кольоровій металургії та виробництві сірчаної кислоти багаточеревневі печі для випалення сировини замінюють на печі із «псевдокиплячим шаром», які майже у 10 разів продуктивніші. Внаслідок кращого вигорання сірки повніше економніше використовується сировина, поліпшується якість продукції.
Заміна застарілих процесів на нові прогресивніші. Наприклад, отримання сталі за чавуну, яке потребує великої кількості палива (коксу, природного газу), води тощо замінюють на отримання сталі з металізованих грудок (без чавунне варіння сталі), для виготовлення яких використовують малокалорійне паливо. Температура, за якої отримують металізовані грудки, значно нижча, ніж чавуну.
Запровадження екологічно чистих, безвідходних, енергоощадних технологій. Наприклад, варіння чавуну: отриманий шлак починають переробляти на шлаковату, шлакоцемент тощо (для будівельної індустрії); теплоту домнового газу використовують для підігрівання повітря, сировини; гарячу воду використовують для побутових потреб; надвишок тиску домнового газу — для отримання електроенергії, якою забезпечують домновий цех; пил, який вилучають з домнового газу, використовують у процесі агломерації руди та повертають у домну у вигляді грудок або офлюсованого агломерату.
Довгий час теплота була єдиним рушієм технологічних процесі, а нагрівання сировини до високих температур чи охолодження до низьких — єдиним шляхом отримання деяких видів продукції та поліпшення її властивостей. Із розвитком науки і техніки з'явилися нові рушії технологічних процесів: каталізатор, ультразвук, тиск тощо. Використання нових рушіїв поліпшило техніко-економічні показники обладнання, зменшило енергомісткість продукції, поліпшило її якість.

## Барометричні процеси
Барометричні-це такі ТП головним рушієм яких є тиск. Використовують для видобування корисних копалин, передавання їх до місця перероблення, для зміни форми та розмірів заготовок (кування, штампування)
Технологія використовує як низький так і високий тиск, межею поділу є атмосферний тиск.
Для створення і високого і низького(вакуум) тиску потрібне спеціальне обладнання.

### Низький тиск
-нижчий за атмосферний і назив. Вакуум, використовується для виготовлення мікросхем, надчистих металів і сплавів, зберігання продуктів харчування, розділення нафти на мастила, очищення розплавлених металів і сплавів від газів і неметалевих включень.
На будівництві низький тиск використ. Для бетонування, при цьому збільшується міцність, морозо і зносостійкість бетону та скорочується час його застигання.

### Високий тиск
-вищий за атмосферний
Використовується для перетворення газової, рідинної та твердої сировини на готову продукцію.
1)Стисненні гази-займають менший об*єм, внаслідок чого збільшується концентрація, присорюється перетворення газової сировини на продукцію.
2)Рідинна фаза: високі тиски використовують для проходження у рідинній фазі.
3)Тверді речовини-менш стискаються ніж гази чи рідини, тому процеси, що відбуваються проходять під високим тиском 10000-25000 МПа.
Високий тиск використовується для створення безвідходних та енергоощадних технологій, але тиск дорогий і не завжди екон.вигідний бо потребує товстостінного і дуже міцного обладнання та великих витрат енергії, тому барометричні процеси намагаються замінити іншими екон. вигідними процесами

## Каталізні процеси
Каталізними називають такі технологічні процеси, в ході яких головним рушієм є каталізатор. Каталізаторами називають речовини, які змінюють швидкість хімічних реакцій, а самі (хімічно та кількісно) залишаються незмінними.
Каталізні процеси лежать в основі виробництва бензину, амоніаку, сірчаної й азотної кислот, спиртів, альдегідів тощо. Каталіз широко використовують у процесі виробництва лікарських речовин, мийних засобів. Каталіз лежить в основі перспективних способів виробництва рідинного палива з вугілля, сланців, торфу. Усе ширше використовують каталіз для охорони довкілля від забруднення стічними водами, шкідливими промисловими газами.
У більшості каталізні процеси є безперервними, замкненими, безвідходними, енергоощадними, дуже продуктивними. Каталізні процеси за техніко-економічними показниками не мають собі рівних.

### Роль каталізаторів виконують тверді, рідинні та газові речовини.
Тверді каталізатори — це метали (мідь, срібло, платина, хром та ін.) й оксиди (V2O5, SiO2, Al2O3, алюмосілікати тощо).
Рідинні каталізатори — це кислоти та луги, наприклад сірчана кислота (H2S04), фосфорна кислота (Н3РО4).
Газові каталізатори використовують дуже рідко.

### Залежно від агрегатного стану каталізатора та реагуючих речовин (сировини) каталізні процеси поділяють на
- Гомогенний. Гомогеним каталізом називають такий каталіз, у ході якого складові сировини та каталізатор перебувають в одному агрегатному стані, найчастіше це газ або рідина.

Гомогенний каталіз відбувається з великою швидкістю. Проте він має такі недоліки: складно відділити каталізатор від готової продукції;забруднення отриманої продукції каталізатором;втрати каталізатора.
- Гетерогенний каталіз — коли складові каталізатора і сировини перебувають у різних агрегатних станах. Швидкість каталізу залежить від багатьох чинників: температури, тиску, концентрацій, часу контактування, швидкості переміщення суміші. Цей каталіз позбавлений недоліків які має гомогенний.

## Біохімічні процеси
Біохімічні процеси які протікають в живих клітинах під дією вибраних мікроорганізмів. Більшість біохімічних реакцій каталітичні, які протікають у присутності: вітамінів, ферментів і гормонів. Ці процеси протікають при невисоких температурах і тиску.

## Плазмові процеси
Для підвищення працездатності інструменту в наш час[коли?] основним способом зміцнення є об'ємна термічна обробка. При призначенні оптимальних режимів гарту і відпустки досягаються необхідні (стандартні) значення експлуатаційних властивостей інструментальних сталей і сплавів. Проте практично завжди термообробка на максимальну твердість і зносостійкість призводить до різкого зниження в'язкості і тріщиностійкості і, у зв'язку з цим, до передчасного виходу з ладу інструменту унаслідок крихких руйнувань.
Підвищення експлуатаційних властивостей інструментальних матеріалів можливо також при використанні способів поверхневого зміцнення — індукційного гарту, хіміко-термічної обробки, нанесення покриттів.
Якісно новий рівень експлуатаційних властивостей інструментальних матеріалів досягається при обробці висококонцентрованим джерелом нагріву (ВКІН) — плазмовим струменем.
Технологічний процес плазмового поверхневого зміцнення виробів в загальному випадку включає такі операції:
1) підготовка виробу до зміцнення: попередня об'ємна термічна обробка (гарт, відпустка), механічна обробка (шліфування, заточування);
2) плазмове зміцнення;
3) контроль якості зміцнення (виміри твердості, механічні випробування, металографічні дослідження зразків — свідків);
4) остаточна термічна або механічна обробка.
Перспективність і економічна ефективність плазмового зміцнення інструменту пояснюється можливістю отримання вищих експлуатаційних властивостей (твердості, теплостійкості, тріщиностійкості) швидкорізальних сталей порівняно з об'ємною термічною обробкою і іншими методами поверхневого зміцнення. При цьому плазмове зміцнення ефективно як для інструменту, що працює при відносно низьких швидкостях різання (мітчики, плашки, розгортки, долбяки, прошивки, протяжки тощо), коли потрібний, перш за все, висока зносостійкість, так і для інструменту, що працює при високих швидкостях різання (токарні відрізні і фасонні різці, дискові і кінцеві фрези), для якого необхідна висока теплостійкість і тріщиностійкість.
При плазмовій обробці інструменту уподовж ріжучої кромки за рахунок краєвого ефекту завдяки наявності адіабатичної межі зміцненню завжди піддаються обидві робочі поверхні — і передня, і задня. Інструмент краще сприймає зусилля різання і може піддаватися значно більшій кількості переточувань до повторного зміцнення.
Окрім підвищення стійкості ріжучого інструменту, плазмова обробка сприятливо впливає і на ряд якісних і економічних показників механічної обробки:
а) стандартний інструмент з швидкорізальної сталі при експлуатаційному зносі разупрочняєтся на глибину до 1 мм від краю лунки зносу, що вимагає видалення значних об'ємів металу при переточуваннях. Завдяки вищій теплостійкості швидкорізальної сталі в зоні плазмового гарту глибина разупрочненной зони після експлуатаційного зносу різців не перевищує 0,2 мм;
б) за даними промислових підприємств, до 30…40 % інструменту передчасно виходять з ладу через мікро- і макроруйнування: відколів, вифарбовувань, поломок. Плазмове зміцнення сприяє підвищенню тріщиностійкості швидкорізальної сталі. При виконанні комплексного зміцнення за режимами, що включають фінішну об'ємну відпустку, випадки руйнування зміцненого інструменту практично не спостерігаються;
в) метал зміцненої зони з високодисперсною структурою і високою в'язкістю руйнування не схильний до утворення шліфувальних тріщин і знеміцненню при заточуванні і перешліфовуванні, що дозволяє понизити припуски на шліфовку і тим самим збільшити економію швидкорізальної сталі;
г) при механічній обробці м'яких пластичних металів зміцненим інструментом значно меншою мірою виникає ефект налипання оброблюваного матеріалу на робочі поверхні інструменту (освіта т.з. наросту).
Плазмове поверхневе зміцнення ефективно для підвищення властивостей не тільки інструментальних сталей, а і спечених твердих сплавів.
В цілому, підвищення експлуатаційних властивостей швидкорізальних сталей і спечених твердих сплавів і якісних показників процесу різання сприяють також підвищенню стабільності стійкості зміцненого інструменту. Так, базова стійкість різців за даними промислових підприємств звичайно коливається в межах Ѐ50 %, що пов'язано з відхиленнями від стандартних режимів об'ємної термообробки інструменту, порушеннями вимог до заточування, неправильним вибором режимів різання, незадовільним станом верстатного парку. Застосування плазмового зміцнення дозволяє понизити розкид показників стійкості інструменту до меж Ѐ20 %.
Як показали проведені дослідження теплових процесів, фазових і структурних перетворень, експлуатаційних властивостей сталей і сплавів (твердості, тріщиностійкості, зносостійкості, теплостійкості), спосіб плазмового поверхневого зміцнення має ряд переваг в порівнянні з відомими методами:
 — можливість отримання на поверхні виробу зміцненого шару завглибшки до 5 мм при одноразовій або багатократній обробці, як без оплавлення поверхні, так і з оплавленням, що значно перевершує такі способи, як лазерне і електронно-променеве зміцнення, хіміко-термічну обробку, осадження покриттів вакуумними і іонними методами;
 — можливість отримання в зміцненому шарі швидкості охолоджування близько 105 ЀС/с і високодисперсних гартівних структур з твердістю до HV 1100 на сталях і чавунах і до HV 1700 на спечених твердих сплавах, що знаходиться на рівні, що досягається при лазерному і електронно-променевому зміцненні і значно перевершує такі способи, як гарт струмами високої частоти, об'ємний пічний гарт;
 — підвищення зносостійкості зміцнених матеріалів в 1,5.5 разів залежить від їхнього хімічного складу, умов тертя і технології обробки;
 — можливість використання в комплексі з об'ємним гартом або відновним наплавленням при практично будь-якому поєднанні операцій;
 — можливість регулювання в широких межах тріщиностійкості зміцнених виробів при різних технологічних варіантах зміцнення, а також при використанні спільно з попереднім наплавленням або пічною термічною обробкою;
 — можливість локального зміцнення ділянок робочої поверхні виробів, що найбільш зношуються;
 — збереження необхідної шорсткості робочої поверхні при зміцненні без оплавлення; високі економічні показники завдяки низькій вартості, простоті і доступності устаткування, високої продуктивності процесу;
 — можливість заміни дорогих інструментальних матеріалів на менш леговані і дефіцитні;
 — висока культура виробництва, можливість автоматизації процесу обробки.

## Фотохімічні процеси
Фотохімічні процеси відбуваються під дією світла або спричиняються ним. Типи фотохімічних реакцій:
1. Процеси, які поглинаючи світло протикають самостійно.
2. Процеси для яких потрібно підводити світову енергію
3. Фотокаталітичні протікають в природі
Світло поглинає каталізатор і прискорюють процес.

## Лазерні процеси
1960 року був створений перший лазер чи квантовий генератор (Басов і Прохоров)
Властивості лазера:
 — Монохроматичний(одноколірний)
 — Розповсюджується паралельним пучком
 — Він несе з собою велику енергію
За допомогою спеціальних оптичних пристроїв лазерний промінь фокусує на поверхні. В місті його дії температура в декілька тисяч градусів і великий тиск.
Концентрація на стільки висока що відбувається миттєве розповсюдження і випаровується матеріал. Механічна дія відсутня, що дає можливість обробляти дуже малі і тонкі вироби, крихкі матеріали скло, каміння водночас лазери обробляють кераміку, пластмасу, гуму, тверді сплави.
Застосовується в медицині, біології, телебаченні, виробництві.

## Ультразвукові процеси
Ультразвук використовується в гідроакустиці, медицині, для очищення від забруднень, дрібних деталей складної конфігурації. При обслуговуванні ультразвукової апаратури потрібно дотримувати всі правила техніки безпеки.
Використання засобів безпеки:
 — Індивідуальні засоби захисту
 — Герметизація обладнення
 — Автоматизація процесів
 — Дистанційне керування процесом
Обробляють: пластмаси, полімерні плівки, синтетичні тканини, крихкі деталі (скло).
Використовують в біології, в медицині, для мікромасажу тканин.

## Поліграфічні технологічні процеси
- Бігування
- Фальцювання

## Окремі питання Т. п
- перспективними є індуковані процеси, які протікають за умови подолання деякого енергетичного активаційного бар'єру[1].

## Аналіз технічних процесів
Процедури аналізу технічних процесів передбачають розв'язання їхніх функціональних моделей. Функціональні моделі відображають фізичні процеси, що мають місце в технічних системах (у обладнанні, інструменті, пристосуванні, оброблюваному матеріалі).
Розповсюдженими є дискретні моделі, змінні яких дискретні, а множина рішень обмежена. В більшості випадків проектування технічних процесів використовують статичні моделі, рівняння яких не враховують інерційність процесів у технічних системах.
За формою зв'язків між вихідними, внутрішніми і зовнішніми параметрами при здійсненні технічних процесів розрізняють моделі у вигляді систем рівнянь (алгоритмічні моделі) й моделі у вигляді явних залежностей вихідних параметрів від внутрішніх та зовнішніх (аналітичні моделі). Опис математичних співвідношень на рівнях структурних, логічних і кількісних властивостей набуває конкретні форми в умовах певного технічного процесу. Вибір типу ММ, найбільш ефективної в умовах конкретної задачі, визначається сутністю технічного процесу, формою представлення початкової інформації, загальною метою дослідження.
Особливості процедур аналізу технічних процесів залежно від складності задач визначають різні принципи побудови і вибору моделей. Часто виникає необхідність розроблення менш точної моделі, але разом з тим більш корисної для практики. Виникають дві задачі: з одного боку, треба розробити модель, на якій простіше отримати чисельні розв'язання, а з другого — забезпечити максимально можливу точність моделі. З метою спрощення для аналізу використовують такі прийоми, як виключення параметрів, зміна характеру параметрів, зміна функціональних співвідношень між параметрами (наприклад, лінійна апроксимізація), зміна обмежень (їх модифікація, поступове включення обмежень до умови задачі). Процедури аналізу технічних процесів передбачають використання типових методів і алгоритмів розв'язання задач.